# Showgirl: The Greatest Hits Tour
Showgirl: The Greatest Hits Tour è l'ottavo tour della cantante australiana Kylie Minogue, in supporto della raccolta di successi Ultimate Kylie (2004). Partito il 19 marzo 2005 da Glasgow, viene interrotto il 7 maggio seguente a Londra, prima di approdare in Australia, a causa della diagnosi di tumore alla mammella della cantante.
La tournée è stata annunciata il 24 ottobre 2004 e sponsorizzata da 3A Entertainment in Europa e Frontier Touring in Asia e Australia. Lo Showgirl Tour nasce per celebrare la carriera della Minogue e la lunga relazione con i suoi fan.
Nel novembre 2005, viene annunciato che Kylie avrebbe reintrapreso la tournée nel 2006, ribattezzata per l’occasione Showgirl: Homecoming Tour, recuperando i concerti posticipati in Australia, cancellando definitivamente invece quelli asiatici. In seguito, l'Homecoming Tour è approdato in Regno Unito per una serie di concerti.

## Sviluppo
L'atmosfera centrale dello spettacolo è appunto quella delle Showgirl di Las Vegas, tema che era già stato esplorato dalla cantante, in maniera più contenuta, nel suo tour Intimate and Live (1998) e nuovamente con la performance di Dancing Queen alle Olimpiadi di Sydney del 2000. Kylie - Showgirl rimane pertanto ad oggi una delle trasformazioni più celebri della cantante.
Quanto alla scaletta, vengono proposti i brani di maggior successo della Minogue, inclusi i nuovi singoli estratti da Ultimate Kylie, ossia I Believe in You e Giving You Up. Lo show non manca comunque di stupire con canzoni meno note, come Dreams tratta da Impossible Princess, il duetto In Denial con i Pet Shop Boys e la cover di Over the Rainbow.

### Scenografia
Il palcoscenico per la tournée, costato 1 milione di sterline, è deliberatamente ispirato all’Art déco, con la ripresa di strutture cubiche, colori accesi e forme umane atletiche. Lo spettacolo si svolge come un percorso che comincia dagli anni '20 fino ad arrivare ai temi futuristici odierni. Pertanto, la scenografia cambia repentinamente aspetto: si inizia in un locale per showgirl e si arriva ad una dimensione extraterrestre, passando per il Taboo (celebre locale di Londra), un boulevbard parigino, una palestra, la Luna e un varietà degli anni '50.

### Costumi
Per gli abiti di scena, la Minogue ha collaborato con diversi stilisti tra i quali John Galliano, che ha realizzato il costume da showgirl del primo atto con le sfarzose piume blu, ispirato alla sua collezione "Circus" del 1997. Lo stesso corsetto era inoltre già stato indossato da Madonna per un servizio fotografico per il numero di aprile 1997 di Vanity Fair, scattato da Herb Ritts. Tra gli altri designer coinvolti nel tour figurano Julien MacDonald, Gareth Pugh, Edward Meadham, che ha firmato l'abito in seta verde per Denial, e Karl Lagerfeld per Chanel Haute Couture, il quale ha confezionato l’abito rosa con strascico utilizzato per la sezione Dreams.

### Tour book
Kylie ha rilasciato il tour book intitolato "Showgirl Tour Book", in formato maxi dépliant, contenente 30 pagine di scatti fotografici realizzati apposta per la tournée, sempre a tema showgirl. Il libro è stato venduto per £13.00.

## Sinossi
Lo spettacolo si suddivide in sette atti, con l’aggiunta di un encore finale, per un totale di 27 canzoni eseguite.
Showgirl: lo show si apre con un’introduzione strumentale, Overture, che anticipa l’arrivo della Showgirl. Kylie fa il suo ingresso in scena sulle note di Better the Devil You Know, seguita rapidamente da In Your Eyes e Giving You Up. Successivamente, esegue On a Night like This, che inizia come una ballata per poi continuare nella versione originale. Il set è ambientato in uno showgirl revue.
Smiley-Kylie si apre con un interludio danzato che utilizza estratti di Shocked e Do You Dare?. Kylie riappare dal centro del palco per cantare Shocked; segue un breve intermezzo con estratti di It's No Secret, Keep on Pumpin’ It, Give Me Just a Little More Time e What Kind of Fool (Heard All That Before) che introduce l’esibizione di What Do I Have to Do. Dopo un altro intermezzo con un estratto di I’m Over Dreaming (Over You), Kylie esegue Spinning Around, che incorpora i riff di pianoforte di Finally. La performance si chiude con un interludio finale che utilizza estratti di Step Back in Time e Such a Good Feeling.
Denial: la terza sezione inizia con In Denial, il duetto di Kylie con i Pet Shop Boys. Segue una versione più drammatica di Je Ne Sais Pas Pourquoi, e l’atto si chiude con Confide in Me.
What Kylie Wants, Kylie Gets inizia nel setting di uno spogliatoio di una palestra. La Minogue emerge al di sopra di una scatola per Red Blooded Woman, che incorpora il ritornello di Where the Wild Roses Grow. Poi esegue Slow, seguito da un breve intermezzo di flamenco che introduce Please Stay.
Dreams: la quinta sezione si apre con la cover di Over the Rainbow, eseguita da Kylie seduta su una mezza luna brillantinata. Segue una versione più intima di Come into My World, e poi Chocolate. Alla fine della passerella, il palco si trasforma in una “torta” sulla quale Kylie canta I Believe in You. L’atto si conclude con Dreams. Analogamente alla sezione The Crying Game del KylieFever2002, anche questo set si ispira ad Hollywood, ma questa volta agli anni venti e non quaranta.
Kyliesque si apre con Hand on Your Heart, continua con una versione jazz di The Loco-Motion, seguita da I Should Be So Lucky. La sezione si chiude con la trionfale Your Disco Needs You.
Minx in Space: la penultima parte dello show inizia con Put Yourself in My Place e termina con Can’t Get You Out of My Head.
Encore: Kylie riappare sul palco e si concede brevemente al pubblico prima di eseguire una versione “karaoke” di Especially for You, con il pubblico invitato a cantare la parte di Jason Donovan. Lo spettacolo infine si chiude con Love at First Sight, accompagnata da un montaggio video della carriera della cantante sugli schermi.

## Scaletta
Atto I: SHOWGIRL
1. Better the Devil You Know
2. In Your Eyes
3. Giving You Up
4. On a Night like This

Atto II: SMILEY-KYLIE
1. Shocked (contiene elementi di Do You Dare?, It's No Secret e What Kind of Fool (Heard All That Before))
2. What Do I Have to Do (contiene elementi di I’m Over Dreaming (Over You))
3. Spinning Around (contiene elementi di Step Back in Time, Finally e Such a Good Feeling)

Atto III: DENIAL
1. In Denial (duetto virtuale con i Pet Shop Boys)
2. Je Ne Sais Pas Pourquoi
3. Confide in Me

Atto IV: WHAT KYLIE WANTS, KYLIE GETS
1. Red Blooded Woman / Where The Wild Roses Grow
2. Slow
3. Please Stay

Atto V: DREAMS
1. Over the Rainbow (cover)
2. Come Into My World (versione ballad)
3. Chocolate
4. I Believe in You
5. Dreams

Atto VI: KYLIESQUE
1. Hand on Your Heart
2. The Loco-Motion
3. I Should Be So Lucky
4. Your Disco Needs You

Atto VII: MINX IN SPACE
1. Put Yourself in My Place
2. Can't Get You out of My Head

ENCORE
1. Especially for You (contiene un estratto di Love's in Need of Love Today di Stevie Wonder nell'intro)
2. Love at First Sight

## Date

### Europa
| Data           | Città             | Stato       | Luogo                      | Pubblico                 | Incassi     |
| -------------- | ----------------- | ----------- | -------------------------- | ------------------------ | ----------- |
| 19 marzo 2005  | Glasgow           | Scozia      | SECC                       | 43,100 / 43,100          | $3,040,468  |
| 20 marzo 2005  | Glasgow           | Scozia      | SECC                       | 43,100 / 43,100          | $3,040,468  |
| 22 marzo 2005  | Glasgow           | Scozia      | SECC                       | 43,100 / 43,100          | $3,040,468  |
| 23 marzo 2005  | Glasgow           | Scozia      | SECC                       | 43,100 / 43,100          | $3,040,468  |
| 24 marzo 2005  | Glasgow           | Scozia      | SECC                       | 43,100 / 43,100          | $3,040,468  |
| 26 marzo 2005  | Parigi            | Francia     | Le Zénith                  |                          |             |
| 27 marzo 2005  | Rotterdam         | Paesi Bassi | Ahoy                       |                          |             |
| 28 marzo 2005  | Anversa           | Belgio      | Sportpaleis                |                          |             |
| 30 marzo 2005  | Vienna            | Austria     | Wiener Stadthalle          |                          |             |
| 31 marzo 2005  | Monaco di Baviera | Germania    | Olympiahalle               |                          |             |
| 1º aprile 2005 | Basilea           | Svizzera    | St. Jakobshalle            |                          |             |
| 3 aprile 2005  | Aalborg           | Danimarca   | Gigantium                  |                          |             |
| 4 aprile 2005  | Amburgo           | Germania    | Color Line Arena           |                          |             |
| 5 aprile 2005  | Colonia           | Germania    | Kölnarena                  |                          |             |
| 7 aprile 2005  | Dublino           | Irlanda     | The Point Depot            |                          |             |
| 8 aprile 2005  | Dublino           | Irlanda     | The Point Depot            |                          |             |
| 9 aprile 2005  | Dublino           | Irlanda     | The Point Depot            |                          |             |
| 11 aprile 2005 | Dublino           | Irlanda     | The Point Depot            |                          |             |
| 12 aprile 2005 | Dublino           | Irlanda     | The Point Depot            |                          |             |
| 15 aprile 2005 | Birmingham        | Inghilterra | National Exhibition Centre | 65,976 / 65,976          | $4,572,554  |
| 16 aprile 2005 | Birmingham        | Inghilterra | National Exhibition Centre | 65,976 / 65,976          | $4,572,554  |
| 17 aprile 2005 | Birmingham        | Inghilterra | National Exhibition Centre | 65,976 / 65,976          | $4,572,554  |
| 19 aprile 2005 | Birmingham        | Inghilterra | National Exhibition Centre | 65,976 / 65,976          | $4,572,554  |
| 20 aprile 2005 | Birmingham        | Inghilterra | National Exhibition Centre | 65,976 / 65,976          | $4,572,554  |
| 21 aprile 2005 | Birmingham        | Inghilterra | National Exhibition Centre | 65,976 / 65,976          | $4,572,554  |
| 23 aprile 2005 | Manchester        | Inghilterra | Evening News Arena         | 74,060 / 74,060          | $5,234,740  |
| 24 aprile 2005 | Manchester        | Inghilterra | Evening News Arena         | 74,060 / 74,060          | $5,234,740  |
| 26 aprile 2005 | Manchester        | Inghilterra | Evening News Arena         | 74,060 / 74,060          | $5,234,740  |
| 27 aprile 2005 | Manchester        | Inghilterra | Evening News Arena         | 74,060 / 74,060          | $5,234,740  |
| 28 aprile 2005 | Manchester        | Inghilterra | Evening News Arena         | 74,060 / 74,060          | $5,234,740  |
| 30 aprile 2005 | Londra            | Inghilterra | Earls Court                | 105,840 / 105,840        | $7,125,132  |
| 1º maggio 2005 | Londra            | Inghilterra | Earls Court                | 105,840 / 105,840        | $7,125,132  |
| 2 maggio 2005  | Londra            | Inghilterra | Earls Court                | 105,840 / 105,840        | $7,125,132  |
| 4 maggio 2005  | Londra            | Inghilterra | Earls Court                | 105,840 / 105,840        | $7,125,132  |
| 5 maggio 2005  | Londra            | Inghilterra | Earls Court                | 105,840 / 105,840        | $7,125,132  |
| 6 maggio 2005  | Londra            | Inghilterra | Earls Court                | 105,840 / 105,840        | $7,125,132  |
| 7 maggio 2005  | Londra            | Inghilterra | Earls Court                | 105,840 / 105,840        | $7,125,132  |
| Totale         | Totale            | Totale      | Totale                     | 288,976 / 288,976 (100%) | $19,972,894 |

### Date cancellate e posticipate
| Data           | Città     | Stato      | Luogo                         | Note                                                                                    |
| Oceania        | Oceania   | Oceania    | Oceania                       | Oceania                                                                                 |
| -------------- | --------- | ---------- | ----------------------------- | --------------------------------------------------------------------------------------- |
| 19 maggio 2005 | Sydney    | Australia  | Super Dome                    | Posticipate a causa del tumore alla mammella nel 2006 con lo Showgirl: Homecoming Tour. |
| 20 maggio 2005 | Sydney    | Australia  | Super Dome                    | Posticipate a causa del tumore alla mammella nel 2006 con lo Showgirl: Homecoming Tour. |
| 21 maggio 2005 | Sydney    | Australia  | Super Dome                    | Posticipate a causa del tumore alla mammella nel 2006 con lo Showgirl: Homecoming Tour. |
| 23 maggio 2005 | Melbourne | Australia  | Rod Laver Arena               | Posticipate a causa del tumore alla mammella nel 2006 con lo Showgirl: Homecoming Tour. |
| 24 maggio 2005 | Melbourne | Australia  | Rod Laver Arena               | Posticipate a causa del tumore alla mammella nel 2006 con lo Showgirl: Homecoming Tour. |
| 25 maggio 2005 | Melbourne | Australia  | Rod Laver Arena               | Posticipate a causa del tumore alla mammella nel 2006 con lo Showgirl: Homecoming Tour. |
| 27 maggio 2005 | Melbourne | Australia  | Rod Laver Arena               | Posticipate a causa del tumore alla mammella nel 2006 con lo Showgirl: Homecoming Tour. |
| 28 maggio 2005 | Melbourne | Australia  | Rod Laver Arena               | Posticipate a causa del tumore alla mammella nel 2006 con lo Showgirl: Homecoming Tour. |
| 29 maggio 2005 | Melbourne | Australia  | Rod Laver Arena               | Posticipate a causa del tumore alla mammella nel 2006 con lo Showgirl: Homecoming Tour. |
| 31 maggio 2005 | Sydney    | Australia  | Sydney Entertainment Centre   | Posticipate a causa del tumore alla mammella nel 2006 con lo Showgirl: Homecoming Tour. |
| 1º giugno 2005 | Sydney    | Australia  | Sydney Entertainment Centre   | Posticipate a causa del tumore alla mammella nel 2006 con lo Showgirl: Homecoming Tour. |
| 2 giugno 2005  | Sydney    | Australia  | Sydney Entertainment Centre   | Posticipate a causa del tumore alla mammella nel 2006 con lo Showgirl: Homecoming Tour. |
| 4 giugno 2005  | Brisbane  | Australia  | Brisbane Entertainment Centre | Posticipate a causa del tumore alla mammella nel 2006 con lo Showgirl: Homecoming Tour. |
| 5 giugno 2005  | Brisbane  | Australia  | Brisbane Entertainment Centre | Posticipate a causa del tumore alla mammella nel 2006 con lo Showgirl: Homecoming Tour. |
| 6 giugno 2005  | Brisbane  | Australia  | Brisbane Entertainment Centre | Posticipate a causa del tumore alla mammella nel 2006 con lo Showgirl: Homecoming Tour. |
| 8 giugno 2005  | Adelaide  | Australia  | Adelaide Entertainment Centre | Posticipate a causa del tumore alla mammella nel 2006 con lo Showgirl: Homecoming Tour. |
| 9 giugno 2005  | Adelaide  | Australia  | Adelaide Entertainment Centre | Posticipate a causa del tumore alla mammella nel 2006 con lo Showgirl: Homecoming Tour. |
| 12 giugno 2005 | Perth     | Australia  | Burswood Dome                 | Posticipate a causa del tumore alla mammella nel 2006 con lo Showgirl: Homecoming Tour. |
| 13 giugno 2005 | Perth     | Australia  | Burswood Dome                 | Posticipate a causa del tumore alla mammella nel 2006 con lo Showgirl: Homecoming Tour. |
| 14 giugno 2005 | Perth     | Australia  | Burswood Dome                 | Posticipate a causa del tumore alla mammella nel 2006 con lo Showgirl: Homecoming Tour. |
| Asia           |           |            |                               |                                                                                         |
| 17 giugno 2005 | Singapore | Singapore  | —                             | Cancellate a causa del tumore al seno                                                   |
| 20 giugno 2005 | Bangkok   | Thailandia | Impact Arena                  | Cancellate a causa del tumore al seno                                                   |
| 23 giugno 2005 | Hong Kong | Cina       | —                             | Cancellate a causa del tumore al seno                                                   |

## Registrazione e broadcasting

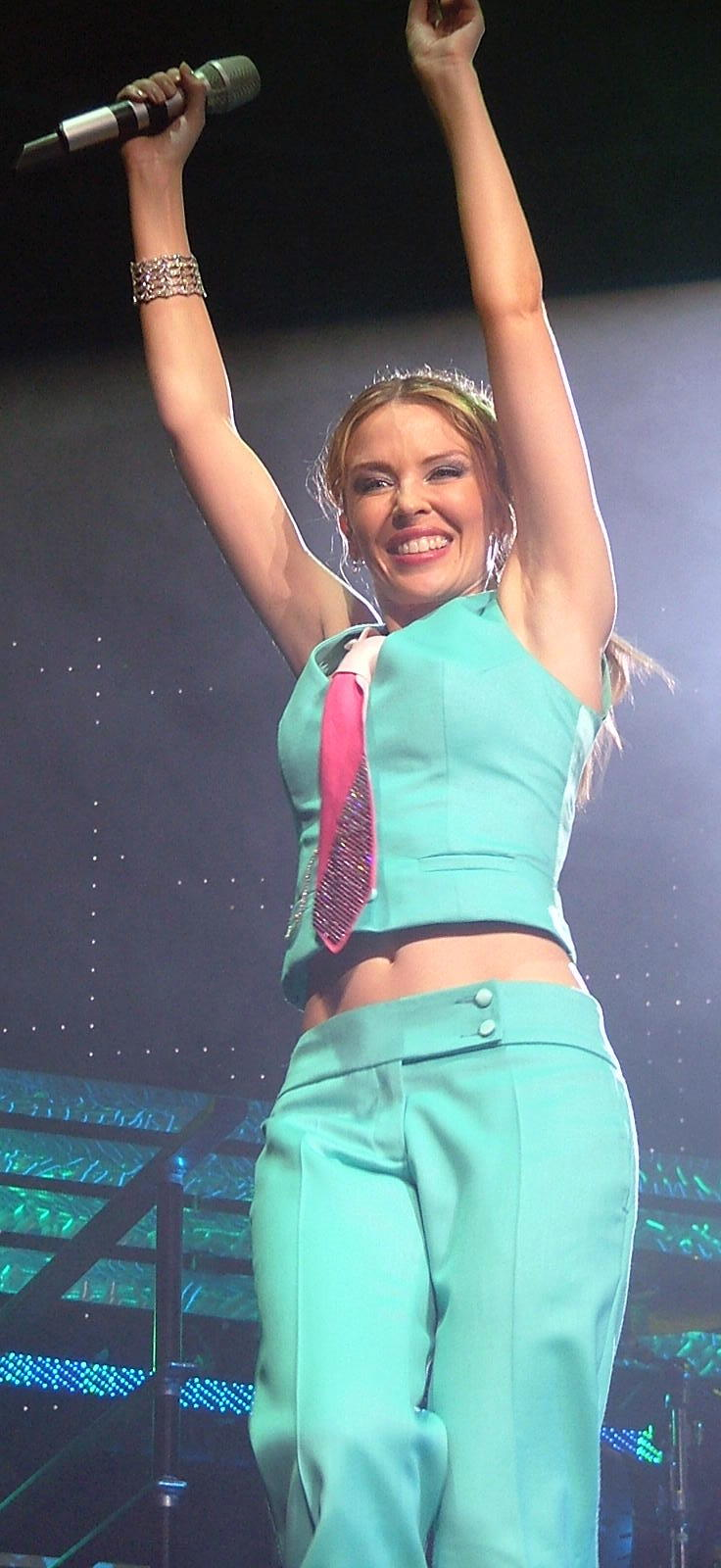
Kylie durante Love at First Sight

La rappresentazione dello spettacolo tenutosi all’Earls Court Exhibition Centre di Londra il 6 maggio 2005 è stata filmata e rilasciata come DVD dal titolo Showgirl, il 28 novembre 2005. Il cofanetto include il documentario “Behind the Feathers”, che ripercorre il backstage del concerto londinese. Sono poi inclusi contenuti bonus quali foto esclusive e i backdrop video utilizzati per alcune performance del concerto.
Il 12 dicembre 2005 la Minogue ha rilasciato per il mercato digitale un EP live dello show, Showgirl - The Greatest Hits Tour (EP), contenente le seguenti tracce: Better the Devil You Know, What Do I Have to Do, Spinning Around, Slow, Red Blooded Woman/Where the Wild Roses Grow, I Believe in You, Can’t Get You Out of My Head e Love At First Sight.

### Classifiche
Il DVD ha riscosso un buon successo nelle classifiche mondiali, arrivando alla posizione numero uno in Australia con la certificazione di 4 volte disco di platino per aver venduto più di 60 000 copie.
| Chart (2005)        | Peak position |
| ------------------- | ------------- |
| Australia DVD Chart | 1             |
| Argentina DVD Chart | 1             |
| UK DVD Chart        | 2             |
| Austria DVD Chart   | 6             |
| Germania DVD Chart  | 7             |
| Canada DVD Chart    | 9             |
| Belgio DVD Chart    | 10            |

## I numeri del tour
- 5,5 Milioni Di Sterline Per Tour

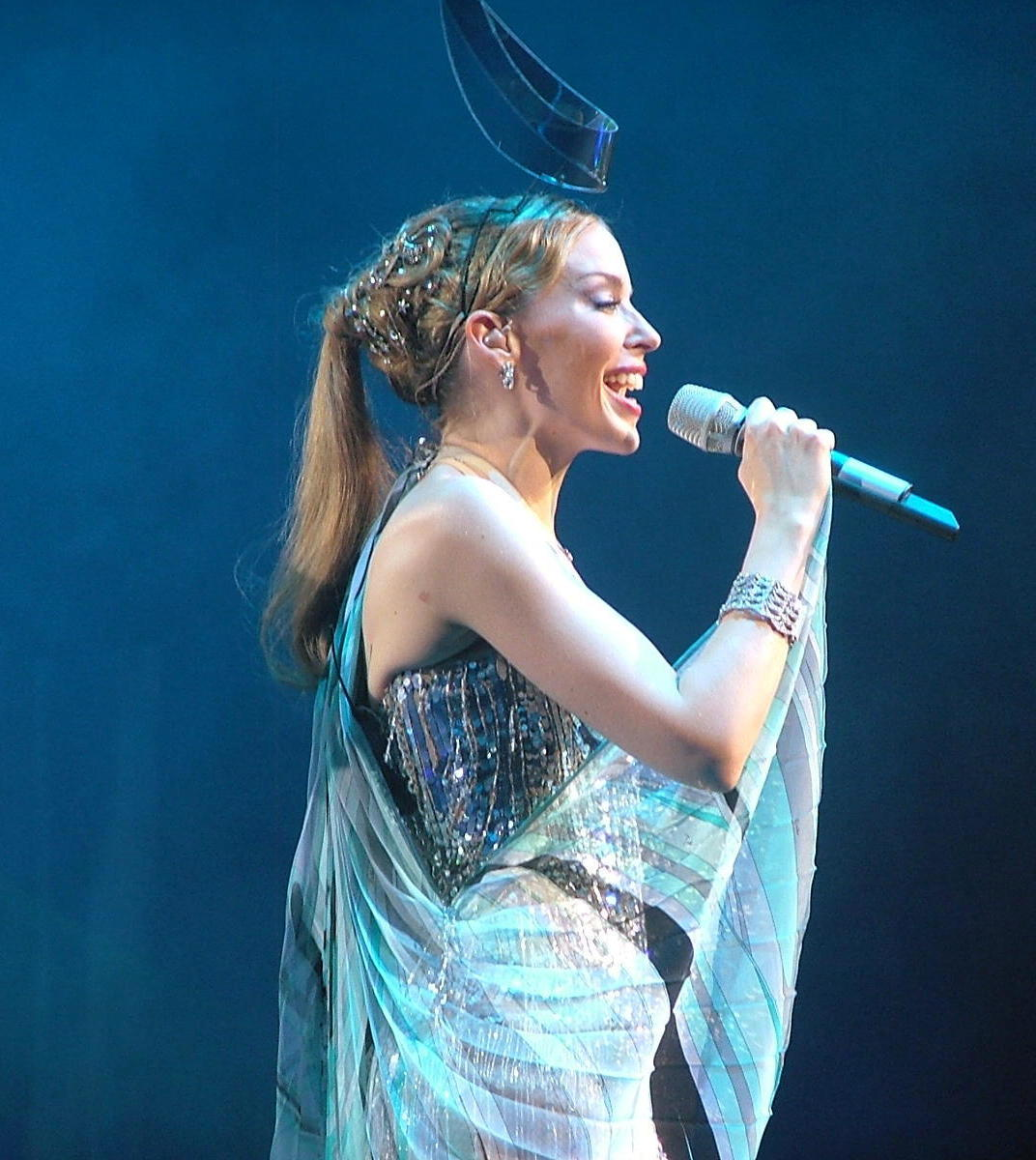
Kylie Minogue durante Can't Get You Out of My Head

- 2,5 Milioni Di Sterline per il palco
- 800,000 Biglietti venduti
- 350 Costumi
- 100 Equipaggi per il montaggio
- 17 Anni di carriera [al 2005]
- 16 Tir per il trasporto merce
- 15 Paesi
- 10 Macchine per il trasporto equique
- 8 Temi musicali
- 6 Ascensori di scena
- 3 Pullman per il trasporto del Cast
- 2 Jet Privati

## Personale
- Kylie durante Red Blooded WomanRegia: Russel Thomas

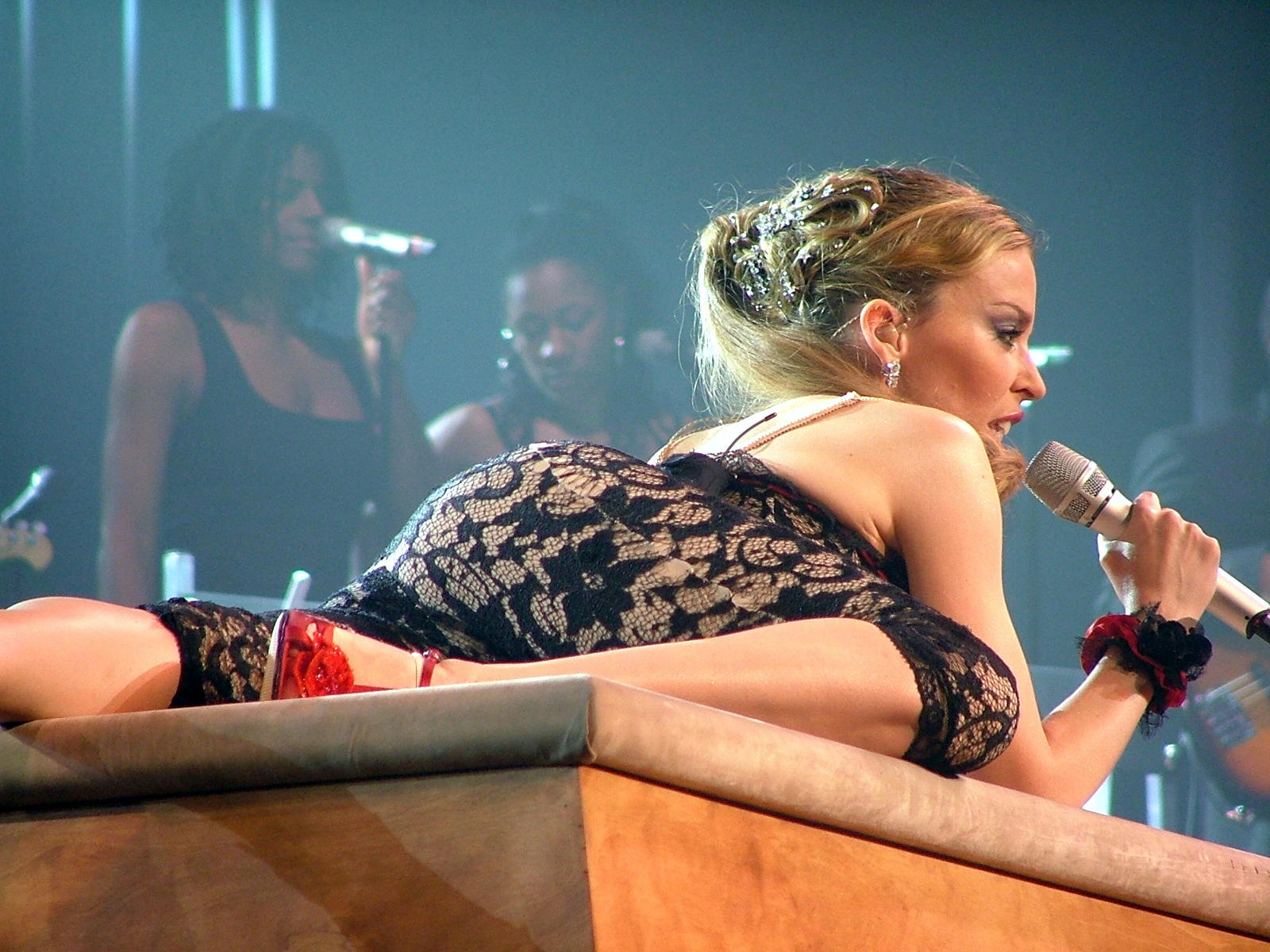
Kylie durante Red Blooded Woman

- Produttori esecutivi: Bill Lord, Kylie Minogue e Terry Blamey
- Direttori creativi: William Baker e Alan MacDonald
- Produttore musicale: Steve Anderson
- Tour Manager: Sean Fitzpatrick
- Coreografie: Michael Rooney e Rafael Bonachela.
- Costumi di: John Galliano, Karl Lagerfeld, Julien MacDonald, Ed Meadham e Gareth Pugh.
- Scarpe: Manolo Blahnik
- Gioielli: Bulgari
- Ballerini: Glenn Ball, Marco Da Silva, Jamie Karitzis, Brandon Henschel, Jason Beitel, Adam Pudney, Rachel Yau, Nikki Trow, Claire Meehan, Teneisha Bonner, Roberta Geri
- Cori: Valerie Etienne, Jo Garland, Janet Ramu
- Costumista: Stephen Jones
- Parrucchiere: Karen Alder